# Вальденебро-де-лос-Вальєс
Вальденебро-де-лос-Вальєс (ісп. Valdenebro de los Valles) — муніципалітет в Іспанії, у складі автономної спільноти Кастилія-і-Леон, у провінції Вальядолід. Населення — 220 осіб (2010).
Муніципалітет розташований на відстані близько 190 км на північний захід від Мадрида, 29 км на північний захід від Вальядоліда.

## Демографія
Динаміка населення (INE ):